# FAユースカップ
フットボール・アソシエーション・ユース・チャレンジカップ（The Football Association Youth Challenge Cup）略称FAユースカップ（FA Youth Cup）は、1953年から開催されているイングランドのユースサッカー大会。

## 概要
同大会はフットボール・アソシエーション主催のFAカップのユース版にあたる。1953年に初開催。出場資格はFAに加盟されているユースチームに限られており 、開幕前の8月31日時点で15歳から18歳までが対象。すべてノックアウト方式の大会。

## 歴代優勝チーム
- 1953年 マンチェスター・ユナイテッド
- 1954年 マンチェスター・ユナイテッド
- 1955年 マンチェスター・ユナイテッド
- 1956年 マンチェスター・ユナイテッド
- 1957年 マンチェスター・ユナイテッド

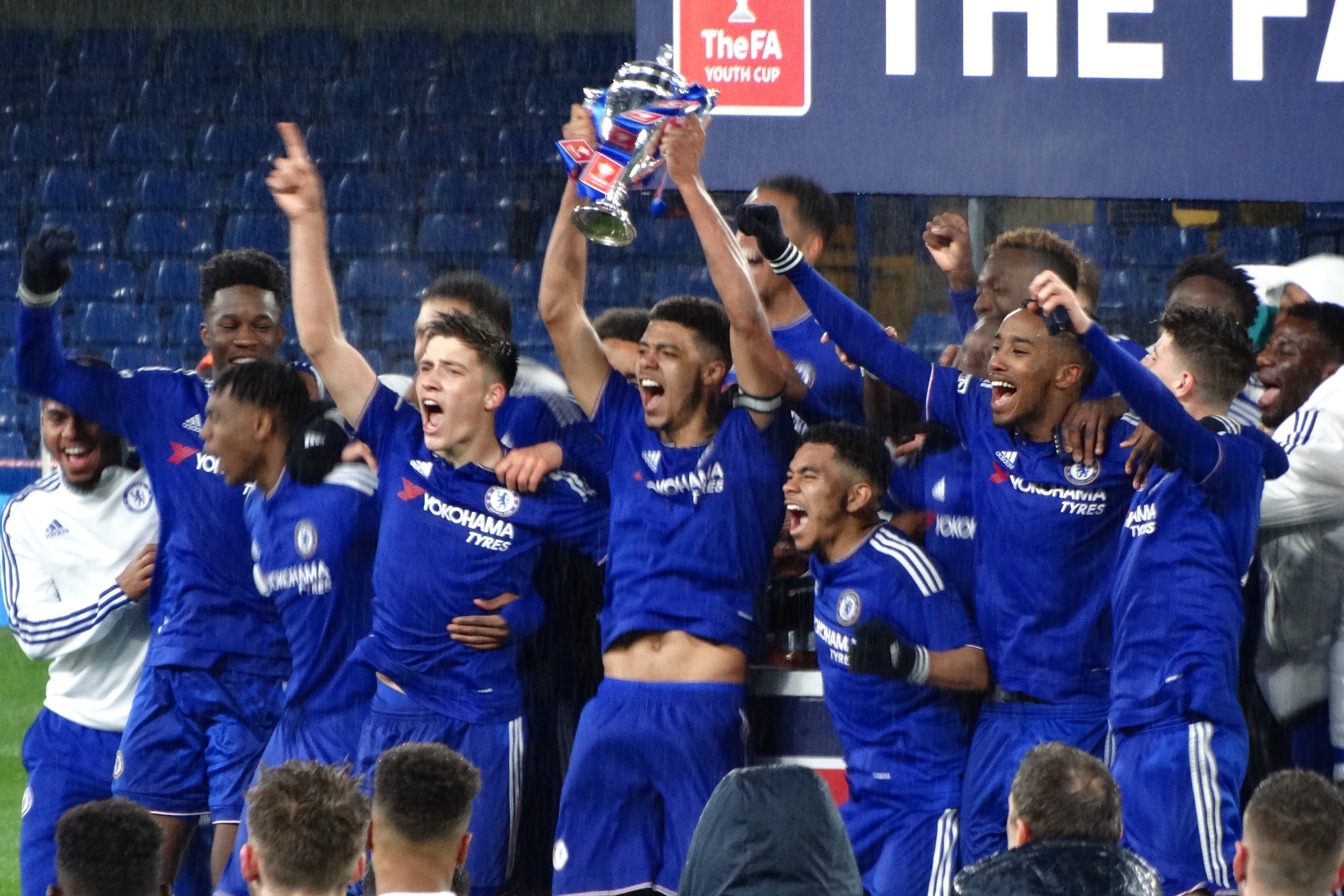
2015-16シーズンにFAユースカップを優勝したチェルシー

- 1958年 ウルヴァーハンプトン・ワンダラーズ
- 1959年 ブラックバーン・ローバーズ
- 1960年 チェルシー
- 1961年 チェルシー
- 1962年 ニューカッスル・ユナイテッド
- 1963年 ウェストハム・ユナイテッド
- 1964年 マンチェスター・ユナイテッド
- 1965年 エヴァートン
- 1966年 アーセナル
- 1967年 サンダーランド
- 1968年 バーンリー
- 1969年 サンダーランド
- 1970年 トッテナム・ホットスパー
- 1971年 アーセナル
- 1972年 アストン・ヴィラ
- 1973年 イプスウィッチ・タウン
- 1974年 トッテナム・ホットスパー
- 1975年 イプスウィッチ・タウン
- 1976年 ウェスト・ブロムウィッチ・アルビオン
- 1977年 クリスタル・パレス
- 1978年 クリスタル・パレス
- 1979年 ミル
- 1980年 アストン・ヴィラ
- 1981年 ウェストハム・ユナイテッド
- 1982年 ウォトフォード
- 1983年 ノリッジ・シティ
- 1984年 エヴァートン
- 1985年 ニューカッスル・ユナイテッド
- 1986年 マンチェスター・シティ
- 1987年 コヴェントリー・シティ
- 1988年 アーセナル
- 1989年 ウォトフォード
- 1990年 トッテナム・ホットスパー
- 1991年 ミル
- 1992年 マンチェスター・ユナイテッド
- 1993年 リーズ・ユナイテッド
- 1994年 アーセナル
- 1995年 マンチェスター・ユナイテッド
- 1996年 リヴァプール
- 1997年 リーズ・ユナイテッド
- 1998年 エヴァートン
- 1999年 ウェストハム・ユナイテッド
- 2000年 アーセナル
- 2001年 アーセナル
- 2002年 アストン・ヴィラ
- 2003年 マンチェスター・ユナイテッド
- 2004年 ミドルズブラ
- 2005年 イプスウィッチ・タウン
- 2006年 リヴァプール
- 2007年 リヴァプール
- 2008年 マンチェスター・シティ
- 2009年 アーセナル
- 2010年 チェルシー
- 2011年 マンチェスター・ユナイテッド
- 2012年 チェルシー
- 2013年 ノリッジ・シティ
- 2014年 チェルシー
- 2015年 チェルシー
- 2016年 チェルシー
- 2017年 チェルシー
- 2018年 チェルシー
- 2019年 リヴァプール
- 2020年 マンチェスター・シティ
- 2021年 アストン・ヴィラ
- 2022年 マンチェスター・ユナイテッド
- 2023年 ウェストハム・ユナイテッド
- 2024年 マンチェスター・シティ
- 2025年 アストン・ヴィラ